# سوزان هيلر
سوزان هيلر (بالإنجليزية: Susan Hiller)‏ هي فنانة أمريكية، ولدت في 7 مارس 1940 في تالاهاسي في الولايات المتحدة، وتوفيت في 28 يناير 2019 في لندن في المملكة المتحدة.

## وصلات خارجية
- الموقع الرسمي
- سوزان هيلر على موقع ديسكوغز (الإنجليزية)